# Dingjiagou
Dingjiagou är en köping i nordvästra Kina. Den ligger i Huining härad i staden Baiyin i provinsen Gansu, omkring 120 kilometer sydost om provinshuvudstaden Lanzhou. Antalet invånare är 17 639. Befolkningen består av 8 591 kvinnor och 9 048 män. Barn under 15 år utgör 16,0 %, vuxna 15-64 år 73 %, och äldre över 65 år 9,0 %.